# Vinzèlas
Vinzelles és un municipi francès situat al departament del Puèi Domat i a la regió d'Alvèrnia-Roine-Alps. L'any 2007 tenia 307 habitants.

## Demografia

### Població
El 2007 la població de fet de Vinzelles era de 307 persones. Hi havia 130 famílies de les quals 32 eren unipersonals (16 homes vivint sols i 16 dones vivint soles), 55 parelles sense fills i 43 parelles amb fills.
La població ha evolucionat segons el següent gràfic:
Habitants censats

### Habitatges
El 2007 hi havia 147 habitatges, 129 eren l'habitatge principal de la família, 12 eren segones residències i 6 estaven desocupats. 144 eren cases i 1 era un apartament. Dels 129 habitatges principals, 120 estaven ocupats pels seus propietaris, 7 estaven llogats i ocupats pels llogaters i 2 estaven cedits a títol gratuït; 1 tenia una cambra, 1 en tenia dues, 21 en tenien tres, 42 en tenien quatre i 64 en tenien cinc o més. 95 habitatges disposaven pel capbaix d'una plaça de pàrquing. A 46 habitatges hi havia un automòbil i a 71 n'hi havia dos o més.

### Piràmide de població
La piràmide de població per edats i sexe el 2009 era:
| Homes | Edats   | Dones |
| ----- | ------- | ----- |
| 0     | 95 o +  | 0     |
| 0     | 90 a 94 | 0     |
| 4     | 85 a 89 | 4     |
| 0     | 80 a 84 | 4     |
| 8     | 75 a 79 | 8     |
| 12    | 70 a 74 | 8     |
| 16    | 65 a 69 | 28    |
| 12    | 60 a 64 | 8     |
| 0     | 55 a 59 | 12    |
| 12    | 50 a 54 | 0     |
| 0     | 45 a 49 | 4     |
| 24    | 40 a 44 | 20    |
| 12    | 35 a 39 | 8     |
| 4     | 30 a 34 | 12    |
| 12    | 25 a 29 | 8     |
| 4     | 20 a 24 | 8     |
| 8     | 15 a 19 | 24    |
| 8     | 10 a 14 | 16    |
| 0     | 5 a 9   | 8     |
| 4     | 0 a 4   | 8     |

## Economia
El 2007 la població en edat de treballar era de 187 persones, 139 eren actives i 48 eren inactives. De les 139 persones actives 132 estaven ocupades (80 homes i 52 dones) i 7 estaven aturades (4 homes i 3 dones). De les 48 persones inactives 16 estaven jubilades, 14 estaven estudiant i 18 estaven classificades com a «altres inactius».

### Ingressos
El 2009 a Vinzelles hi havia 135 unitats fiscals que integraven 310 persones, la mediana anual d'ingressos fiscals per persona era de 17.621 €.

### Activitats econòmiques
Dels 8 establiments que hi havia el 2007, 3 eren d'empreses de construcció, 1 d'una empresa de comerç i reparació d'automòbils, 2 d'empreses de transport, 1 d'una empresa financera i 1 d'una empresa classificada com a «altres activitats de serveis».
Dels 3 establiments de servei als particulars que hi havia el 2009, 1 era un paleta, 1 lampisteria i 1 empresa de construcció.
L'any 2000 a Vinzelles hi havia 20 explotacions agrícoles que ocupaven un total de 711 hectàrees.

## Poblacions més properes
El següent diagrama mostra les poblacions més properes.